# Kollel
Kollel, כולל, är en högre judiska talmudskola, där heltidsstudier bedrivs. Kollelstudenterna är gifta män.